# Pistis
Pistis (grekiska: Πίστις) är ett huvudbegrepp inom ämnet retorik som närmast kan översättas med tillit eller förtroende. 
Ordet används ofta synonymt med trovärdighet, och innebär den relation talaren upprättar med sin publik i en talsituation, men är även en allmän egenskap i en gemenskap som bygger på kommunikation. Aristoteles menade att övertygelsen sattes samman av tre huvudelement: talarens moraliska karaktär ethos, själva talet logos samt åhörarens sinnesstämning, patos. Därmed får ingen del, publiken, talaren eller talet, glömmas bort då de alla är retoriska resurser som man måste anpassa sig till. Han menade också att ett grundläggande pistis och vetande är nödvändiga förutsättningar för all rationalitet.

## Aristoteles och Quintilianus
För att kunna nå fram till sin publik med sitt budskap är det nödvändigt för talaren att få åhörarna på sin sida, få dem att lita på sig. Begreppet som retorikterm lär ha myntats av Aristoteles, och han hävdade att faktorer rörande ethos (grundläggande medel för att övertyga, gällande talarens karaktär, jämför logos, patos), så som förståndighet, välvilja och dygd, var centrala för en god talare, vilket kan kopplas till Quintilianus tes om vir bonus; en god människa väl skickad att tala. Ethos var enligt både Aristoteles och Quintilianus den starkast persuasiva faktorn som skapar pistis. ”Kort sagt kräver ethos av alla slag en rättskaffens och godhjärtad man. Talaren bör om möjligt prisa sådana förtjänster även hos målsägaren, men under alla förhållanden måste han själv äga dem, eller anses göra det” som Quintilianus skrev i sitt verk Den fulländade talaren.

## Att bygga upp pistis
Ett stort antal byggstenar krävs för att skapa pistis och inge trovärdighet. Inte enbart det talaren försöker framföra, utan även actio och pronuntiatio (framförande, kroppsspråk, röst och tonläge, ansiktsuttryck, talarens klädsel och så vidare), och elocutio (språkets utformning och utsmyckning) bidrar till att forma publikens uppfattning om huruvida talaren är värd deras uppmärksamhet eller ej. Hit kan även fogas autenticitet och förmågan att vara och agera sig själv som övertygande inslag. Hållning, gester och minspel förmedlar vilken maktposition talaren intar och om han vill få publiken att känna sig trygg. ”Alla människor håller två tal; ett som hörs och ett som syns” sade Shakespeare. Flera delar i vårt ethos som bygger pistis kan vi inte heller kontrollera, till exempel ålder, kön och etnicitet. En man och en kvinna som säger exakt samma sak uppfattas sällan på samma sätt och förmedlar inte samma budskap, då publikens värderingar och förutfattade meningar om hur samhället och vår kultur ser ut styr talets inverkan. Därför är anpassning (dekorum) viktigt. Som Aristoteles sa styr även publiken talets riktning och då måste talaren välja ord och framförande som går hem hos lyssnarna.

## Redan uppbyggt pistis
Man kan även ha pistis grundat på förhand, till exempel om man som ordförande vill tala inför sin förening förutsätter övriga medlemmar att man vill säga någonting med ett vettigt, ärligt och anständigt syfte, och man har deras förtroende redan från början, i alla fall tills man gör något som får dem att ändra uppfattning.
På samma sätt är det mycket svårt att tala inför en fientligt inställd publik, då man får jobba hårt för att bygga upp förtroende, exempelvis om man som abortförespråkare skulle tala inför starkt troende katoliker. Där skulle ingen tillit finnas.

## Pistis och talet
Det finns många definitioner av retorik, men oftast används konsten att övertyga, och med det som utgångspunkt utgör pistis retorikens grund, för om man inte kan få lyssnarens tillit är all vidare kommunikation meningslös. En civilisationsmyt från antiken och den klassiska retoriken berättar att människor en gång levde som vilda djur, och så fort de korsade varandras väg krigade de. Men sen gav gudarna dem talet, och de kunde då tala ut sina problem istället för att strida om dem. Myten menar att talet skapar pistis, för att människor kan förmedla sina avsikter och samarbeta genom det.